# Dolph Lundgren

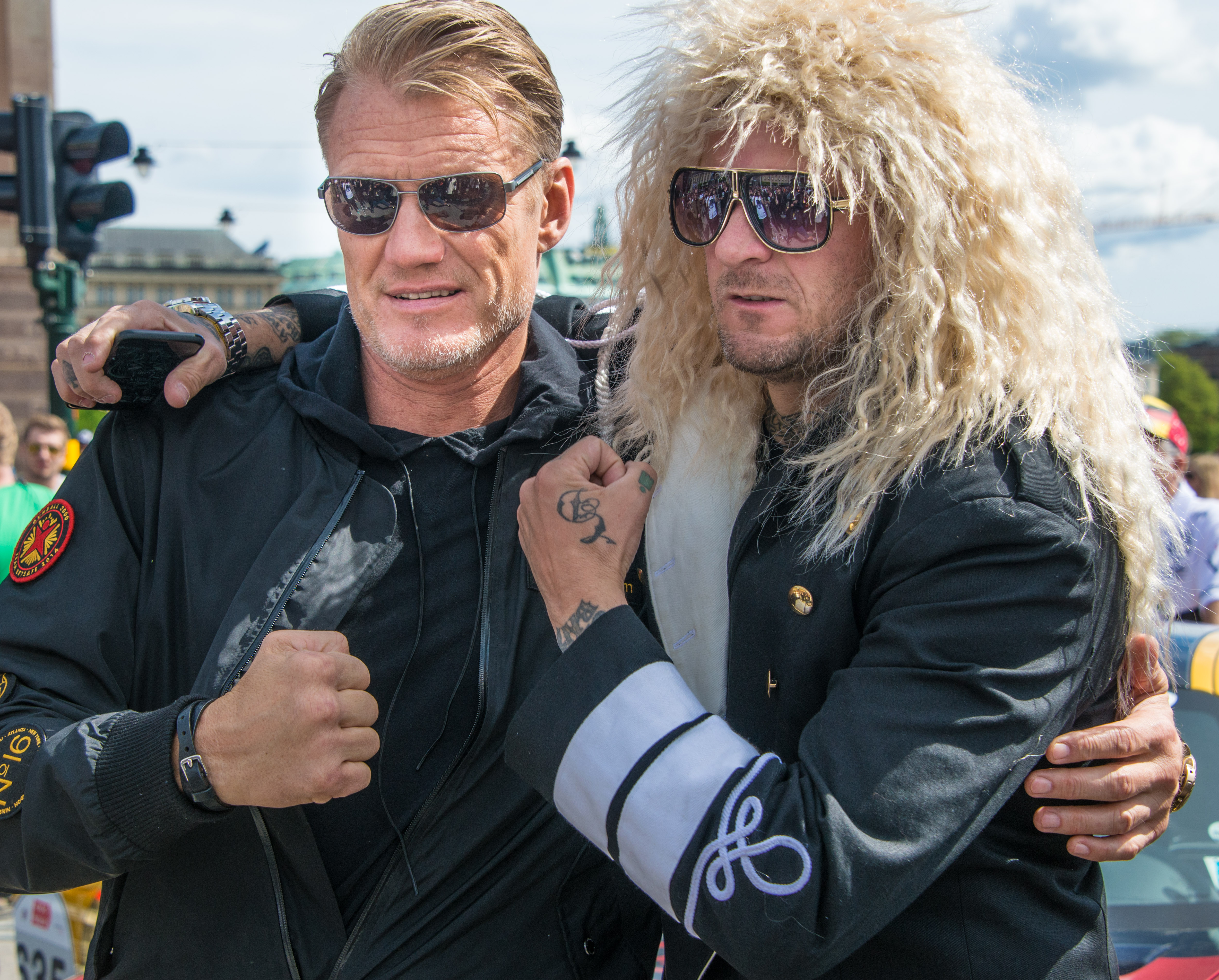
Dolph Lundgren och Matthew Pritchard under Gumball 3000 som startade i Stockholm 2015.

Hans Dolph Lundgren, ursprungligen Hans  Lundgren, född 3 november 1957 i Spånga, Stockholm, är en svensk och amerikansk skådespelare, manusförfattare och regissör i Hollywood inom actiongenren. Han är även civilingenjör i kemiteknik.

## Biografi

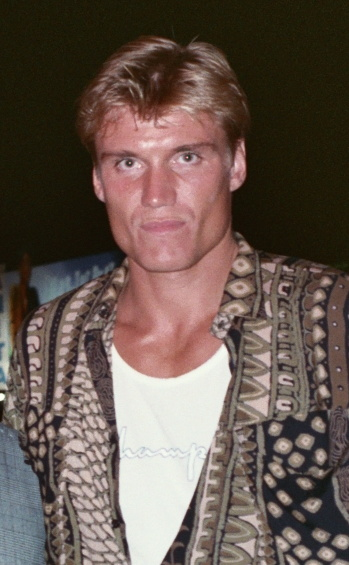
Dolph Lundgren, 1990.

Dolph Lundgren är son till civilingenjören och arméofficeren Karl-Hugo Johan Lundgren (1923-2000) och språkläraren Sigrid Birgitta Tjerneld (1932-1992), som skildes 1973. Lundgren bodde även delvis hos sina farföräldrar i Nyland utanför Kramfors i sina tonår och har gått på Valstaskolan i Märsta [källa behövs].
År 2008 berättade Lundgren att han från cirka 3-4 års ålder blev misshandlad av sin far, något som han menar var en av anledningarna till att han sökte sig till kampsport. Han studerade vid KTH i Stockholm, studier som han finansierade genom att arbeta som dörrvakt på restaurangerna Alexandra's, Atlantic och Fontainebleau. Lundgren tog examen som civilingenjör i kemiteknik 1983, med snittbetyget 4,2. Han fick en rad stipendier som förde honom utomlands. Han blev utbytesstudent i Sydney i Australien vid University of Sydney, varefter han påbörjade studier vid MIT i USA. Strax därefter träffade han den dåtida storstjärnan Grace Jones och gjorde debut i en mycket liten roll i Bondfilmen Levande måltavla (1985). De hade också ett förhållande vid den tidpunkten. I samband med att han blev skådespelare tog han artistnamnet Dolph. Namnet Dolph (Rudolph) kommer från en släkting på hans mors sida.
Lundgrens genombrott kom med filmen Rocky IV (1985), i vilken han spelade den sovjetiske boxaren Ivan Drago. Hans första huvudroll var som He-Man i filmen He-Man - universums härskare (1987). Under 1990-talet medverkade han bland annat i Showdown in Little Tokyo (1991) och Universal Soldier (1992). År 2004 gjorde han debut som regissör, med filmen The Defender. Lundgrens roller har följt ett tydligt mönster; vanligtvis spelar han tuffa, hårda actionhjältar. Han har också, med några få undantag, prioriterat att spela huvudroller, även om det inneburit mer obskyra produktioner.
Lundgren är 193 centimeter lång och har tränat/tävlat i karatestilen kyokushinkai (han har 4:e gradens svart bälte i stilen), en tävlingsform i fullkontakt, knock down-karate som han började med vid tio års ålder. Han blev, samtidigt som han utbildade sig till civilingenjör i kemiteknik på Kungliga Tekniska högskolan i Stockholm, såväl svensk mästare i karate 1981 som British open-mästare 1980 och 1981 och Australian open-mästare 1982.  
Lundgren medverkade den 19 juli 2008 i Sveriges Radios program Sommar.
Lundgren återvände till vita duken med filmen The Expendables (2010) där han spelade Gunner Jensen. Det var andra gången han medverkade i en film med Sylvester Stallone.
Våren 2010 var han, i första deltävlingen samt i finalen, programledare för Melodifestivalen tillsammans med Christine Meltzer och Måns Zelmerlöw.
År 2011 beslutade Dolph Lundgren och Anette Qviberg gemensamt sig för att skiljas efter att ha levt separerade en ganska lång tid. Han har två döttrar med Qviberg.
Den 10 augusti 2011 berättade Lundgren att han dopat sig under 1980-talet. I radioprogrammet P4 Extra Sommar frågar programledaren Harald Treutiger när han dopade sig senast och fick svaret "det var väl 1987".
Den 12 februari 2024 blev Dolph Lundgren och hans fru Emma amerikanska medborgare. 

## Dolph Lundgren-stipendiet
År 2009 instiftades Dolph Lundgren-stipendiet vid Ådalsskolan i Kramfors, den skola där han själv studerade. Stipendiet, som är på 25 000 kronor, tilldelas eleven med de bästa avgångsbetygen. Lundgren blev historisk när han som första elev någonsin på Ådalsskolan gick ut med högsta möjliga betyg (snitt 5,0).

## Filmografi (urval)
- 1985 – Levande måltavla
- 1985 – Rocky IV
- 1987 – He-Man - universums härskare
- 1989 – Red Scorpion
- 1989 – The Punisher
- 1991 – Showdown in Little Tokyo
- 1992 – Universal Soldier
- 1993 – Joshua Tree
- 1994 – Men of War
- 1995 – Johnny Mnemonic
- 2007 – Diamond Dogs (även regi[12])
- 2009 – Icarus
- 2009 – Universal Soldier: Regeneration
- 2010 – The Expendables
- 2011 – In the Name of the King: Two Worlds
- 2012 – Universal Soldier: Day of Reckoning
- 2012 – The Expendables 2
- 2012 – Small Apartments
- 2013 – Battle of the Damned
- 2014 – The Expendables 3
- 2016 – Kindergarten Cop 2
- 2017 – Sharknado 5: Global Swarming
- 2018 – Aquaman
- 2018 – Creed II
- 2023 – Aquaman and the Lost Kingdom